# Thury-Harcourt-le-Hom
Pour les articles homonymes, voir Hom.
Thury-Harcourt-le-Hom (prononcé [tyʁi aʁkuʁ lə ɔm] ; appelée Le Hom jusqu'en décembre 2021), est une commune française située dans le département du Calvados en région Normandie, peuplée de 3 593 habitants. Elle est créée le 1er janvier 2016 par la fusion de cinq communes, sous le régime juridique des communes nouvelles. Les communes de Caumont-sur-Orne, Curcy-sur-Orne, Hamars, Saint-Martin-de-Sallen et Thury-Harcourt deviennent des communes déléguées.

## Géographie
Le Hom est un ancien lieu-dit commun aux communes de Thury-Harcourt et Curcy-sur-Orne, non loin du territoire de Saint-Martin-de-Sallen, sur un méandre touristique de l'Orne.
| Courvaudon                         | Montigny, La Caine         | Ouffières                          |
| Bonnemaison, Campandré-Valcongrain | du Hom                     | Croisilles, Esson                  |
| Cauville                           | Culey-le-Patry, Saint-Rémy | Combray, Saint-Omer (par un angle) |

### Hydrographie
La commune est située dans le bassin Seine-Normandie. Elle est drainée par l'Orne, l'Ajon, le ruisseau d'Herbion, le ruisseau de Traspy, le ruisseau du Val Quebert, le Vieux Ruisseau, le ruisseau de la Vignonnière, le cours d'eau 01 des Forestiers, le fossé 01 de Maiseray, le fossé 01 de la Roque-Qui-Beu, le fossé 01 du Bas Breuil, le fossé 02 du Bois du Roi, le fossé 03 du Bois du Roi, le fossé 01 du Bois Normand, le fossé 12 de la Vallée, le fossé 01 de Cabourg, le ruisseau de la Vallée du Puceux, le ruisseau de la Maladrerie, le fossé 01 des Valettes, le ruisseau de l'Aunay Douffières, l'Orne, le ruisseau du Val de Cropton, le ruisseau du Pisseux et divers autres petits cours d'eau,.
L'Orne, d'une longueur de 170 km, prend sa source dans la commune d'Aunou-sur-Orne et se jette  dans l'embouchure de l'Orne à Merville-Franceville-Plage, après avoir traversé 60 communes. Les caractéristiques hydrologiques de l'Orne sont données par la station hydrologique située sur la commune. Le débit moyen mensuel est de 21,2 m3/s. Le débit moyen journalier maximum est de 370 m3/s, atteint lors de la crue du 26 janvier 1995. Le débit instantané maximal est quant à lui de 423 m3/s, atteint le 6 janvier 2001.
L'Ajon, d'une longueur de 12 km, prend sa source dans la commune  et se jette  dans l'Odon à Val d'Arry, après avoir traversé huit communes. 

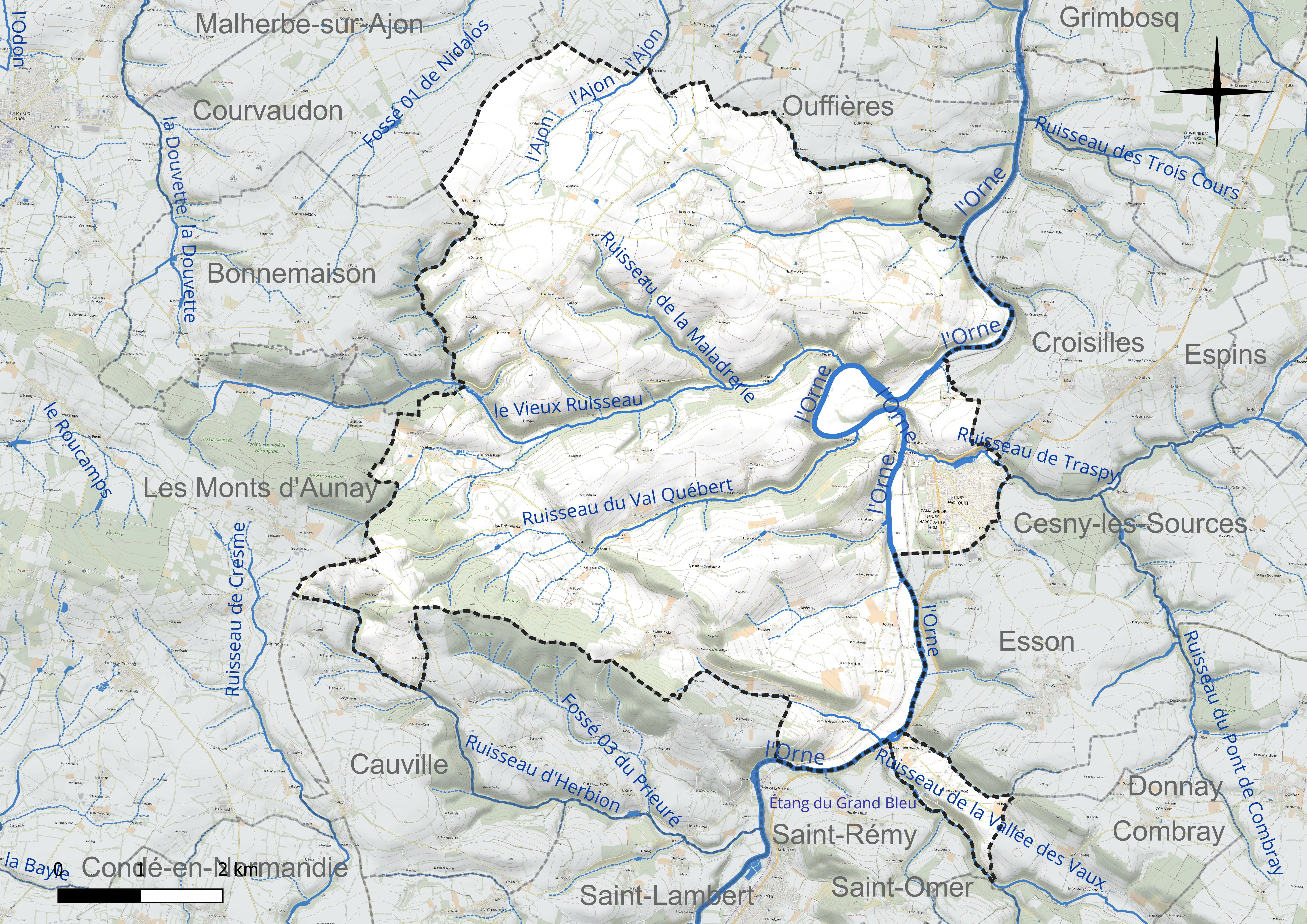
Réseau hydrographique du Thury-Harcourt-le-Hom.

Deux plans d'eau complètent le réseau hydrographique : le plan d'eau du Traspy (1,4 ha) et l'étang du Grand Bleu (0,3 ha),.

### Climat
Pour des articles plus généraux, voir Climat de la Normandie et Climat du Calvados.
En 2010, le climat de la commune est de type climat océanique franc, selon une étude du CNRS s'appuyant sur une série de données couvrant la période 1971-2000. En 2020, Météo-France publie une typologie des climats de la France métropolitaine dans laquelle la commune est exposée à un climat océanique et est dans la région climatique  Normandie (Cotentin, Orne), caractérisée par une pluviométrie relativement élevée (850 mm/a) et un été frais (15,5 °C) et venté. Parallèlement le GIEC normand, un groupe régional d'experts sur le climat, différencie quant à lui, dans une étude de 2020, trois grands types de climats pour la région Normandie, nuancés à une échelle plus fine par les facteurs géographiques locaux. La commune est, selon ce zonage, exposée à un « climat contrasté des collines », correspondant au Bocage normand, bien arrosé, voire très arrosé sur les reliefs les plus exposés au flux d'ouest, et frais en raison de l'altitude.
Pour la période 1971-2000, la température annuelle moyenne est de 10,4 °C, avec  une amplitude thermique annuelle de 11,9 °C. Le cumul annuel moyen de précipitations est de 735 mm, avec 13,1 jours de précipitations en janvier et 7,6 jours en juillet. Pour la période 1991-2020, la température moyenne annuelle observée sur la station météorologique la plus proche, située sur la commune de Fresney-le-Vieux à 7 km à vol d'oiseau, est de 10,8 °C et le cumul annuel moyen de précipitations est de 826,3 mm,. Pour l'avenir, les paramètres climatiques de la commune estimés pour 2050 selon différents scénarios d'émission de gaz à effet de serre sont consultables sur un site dédié publié par Météo-France en novembre 2022.

## Urbanisme

### Typologie
Au 1er janvier 2024, Thury-Harcourt-le-Hom est catégorisée bourg rural, selon la nouvelle grille communale de densité à 7 niveaux définie par l'Insee en 2022.
Elle appartient à l'unité urbaine du Thury-Harcourt-le-Hom, une unité urbaine monocommunale constituant une ville isolée,. Par ailleurs la commune fait partie de l'aire d'attraction de Caen, dont elle est une commune de la couronne,. Cette aire, qui regroupe 296 communes, est catégorisée dans les aires de 200 000 à moins de 700 000 habitants,.

## Toponymie
Les formes anciennes de Thury incitent à reconnaître l'anthroponyme gallo-roman Taurus ou Torus, suivi du suffixe -i-acum indiquant la propriété.[réf. nécessaire]
Harcourt est une référence à Henry d'Harcourt qui tirait justement son titre du village normand de Harcourt (aujourd'hui dans le département de l'Eure).
Le Hom est un lieu-dit commun aux communes de Thury-Harcourt et Curcy-sur-Orne, non loin du territoire de Saint-Martin-de-Sallen, sur un méandre touristique de l'Orne.
Il s'agit d'un type toponymique normand, dont l'élément Hom est d'origine scandinave. Hom remonte en effet à l'ancien scandinave hólmr « îlot, lieu entouré d'eau, prairie au bord de l'eau », ce qui correspond à sa position sur un méandre de l'Orne. Il y a plusieurs le Hom en Normandie par exemple : le Hom, îlot sur lequel est construit le manoir du Hom à Beaumont-le-Roger (Eure).
Il existe aussi de nombreuses graphies alternative -homme, Homme (ex. : Robehomme, Calvados ; Saint-Quentin-sur-le-Homme, Manche) ; le Homme, diminutif Hommet (ex. : Le Hommet-d'Arthenay, Manche) ; le Home (ex. : le Home-Varaville, Calvados) ; le Hôme et le Houlme (ex. : Le Houlme, Seine-Maritime).
La commune du Hom change officiellement de nom pour devenir Thury-Harcourt-le-Hom en décembre 2021.

## Histoire
La commune est créée le 1er janvier 2016 par un arrêté préfectoral du 22 décembre 2015, par la fusion de cinq communes, sous le régime juridique des communes nouvelles instauré par la loi no 2010-1563 du 16 décembre 2010 de réforme des collectivités territoriales. Les communes de Caumont-sur-Orne, Curcy-sur-Orne, Hamars, Saint-Martin-de-Sallen et Thury-Harcourt deviennent des communes déléguées et Thury-Harcourt est le chef-lieu de la commune nouvelle.

## Politique et administration
| Période      | Période  | Identité         | Étiquette | Qualité                                                                           |
| ------------ | -------- | ---------------- | --------- | --------------------------------------------------------------------------------- |
| janvier 2016 | En cours | Philippe Lagalle | DVD       | Ingénieur de l'armement, directeur général Conseiller municipal de Thury-Harcourt |

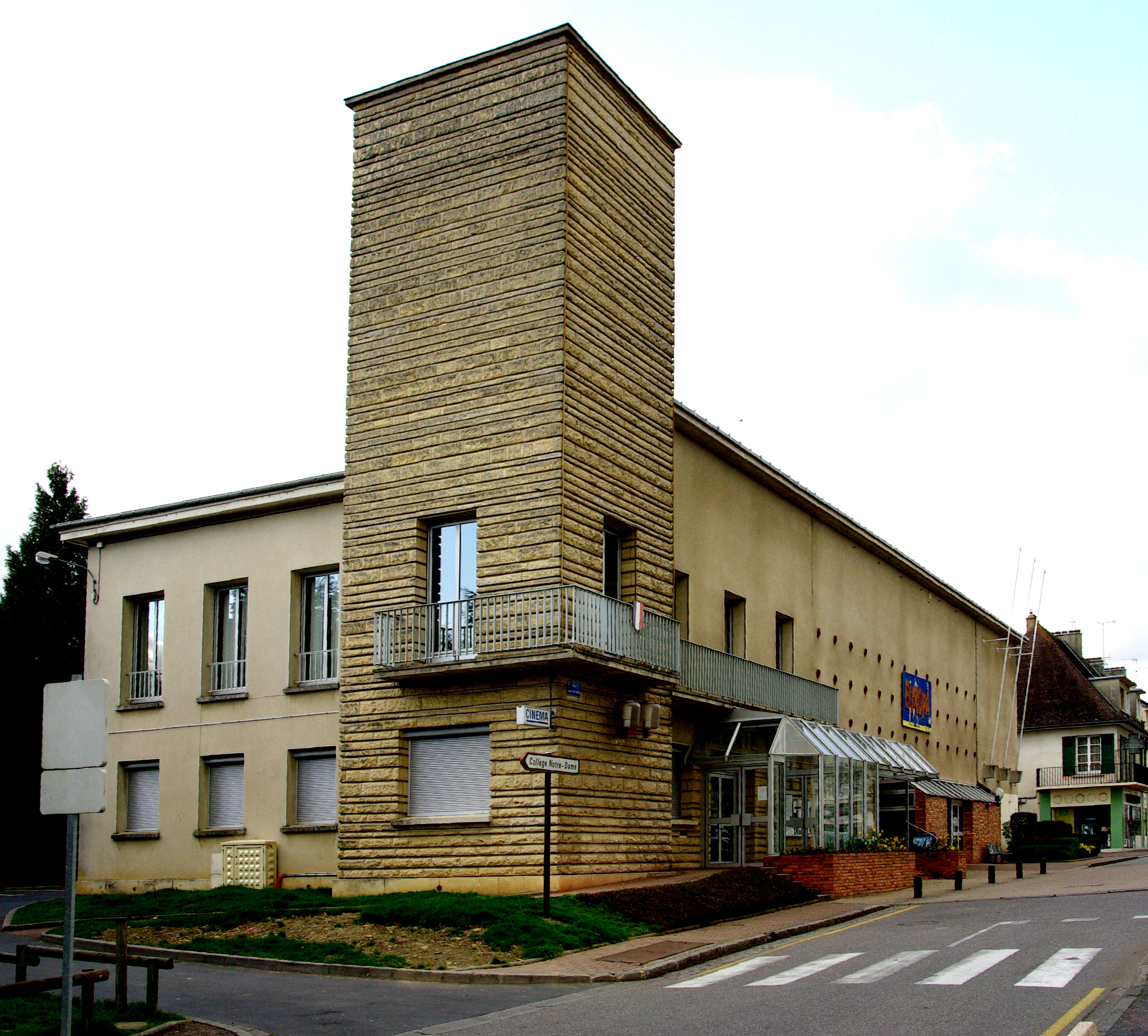
La mairie.

Jusqu'en 2020, le conseil municipal était composé des soixante-trois membres élus dans chacune des communes déléguées en 2014,  dont le maire et neuf adjoints. Le maire de chaque commune déléguée est devenu de droit maire délégué de sa commune.
| Nom                    | Code Insee | Intercommunalité         | Superficie (km2) | Population (dernière pop. légale) | Densité (hab./km2) |
| ---------------------- | ---------- | ------------------------ | ---------------- | --------------------------------- | ------------------ |
| Thury-Harcourt (siège) | 14689      | CC de la Suisse Normande | 4,90             | 1 993 (2021)                      | 407                |
| Caumont-sur-Orne       | 14144      | CC de la Suisse Normande | 0,92             | 74 (2021)                         | 80                 |
| Curcy-sur-Orne         | 14213      | CC de la Suisse Normande | 13,57            | 463 (2021)                        | 34                 |
| Hamars                 | 14324      | CC de la Suisse Normande | 9,44             | 455 (2021)                        | 48                 |
| Saint-Martin-de-Sallen | 14628      | CC de la Suisse Normande | 18,10            | 608 (2021)                        | 34                 |

## Équipements et services publics
→ Conseils pour la rédaction de cette section.

## Population et société

### Démographie
L'évolution du nombre d'habitants est connue à travers les recensements de la population effectués dans la commune depuis sa création.
En 2022, la commune comptait 3 593 habitants, en évolution de −2,76 % par rapport à 2016 (Calvados : +1,58 %, France hors Mayotte : +2,11 %).
| 2014  | 2015  | 2020  | 2022  |
| ----- | ----- | ----- | ----- |
| 3 670 | 3 680 | 3 599 | 3 593 |

## Économie
→ Conseils pour la rédaction de cette section.

## Culture locale et patrimoine

### Lieux et monuments
- Église Saint-Sauveur de Thury-Harcourt, inscrite au titre des monuments historiques depuis le 25 janvier 1929[50].
- Château d'Harcourt, inscrit au titre des monuments historiques depuis le 21 juin 1927 (bâtiment principal en grande partie détruit lors de la Seconde Guerre mondiale, et deux pavillons d'entrée) et le 19 novembre 1963 (chapelle, douves et cour d'honneur)[51].